# 江津道路

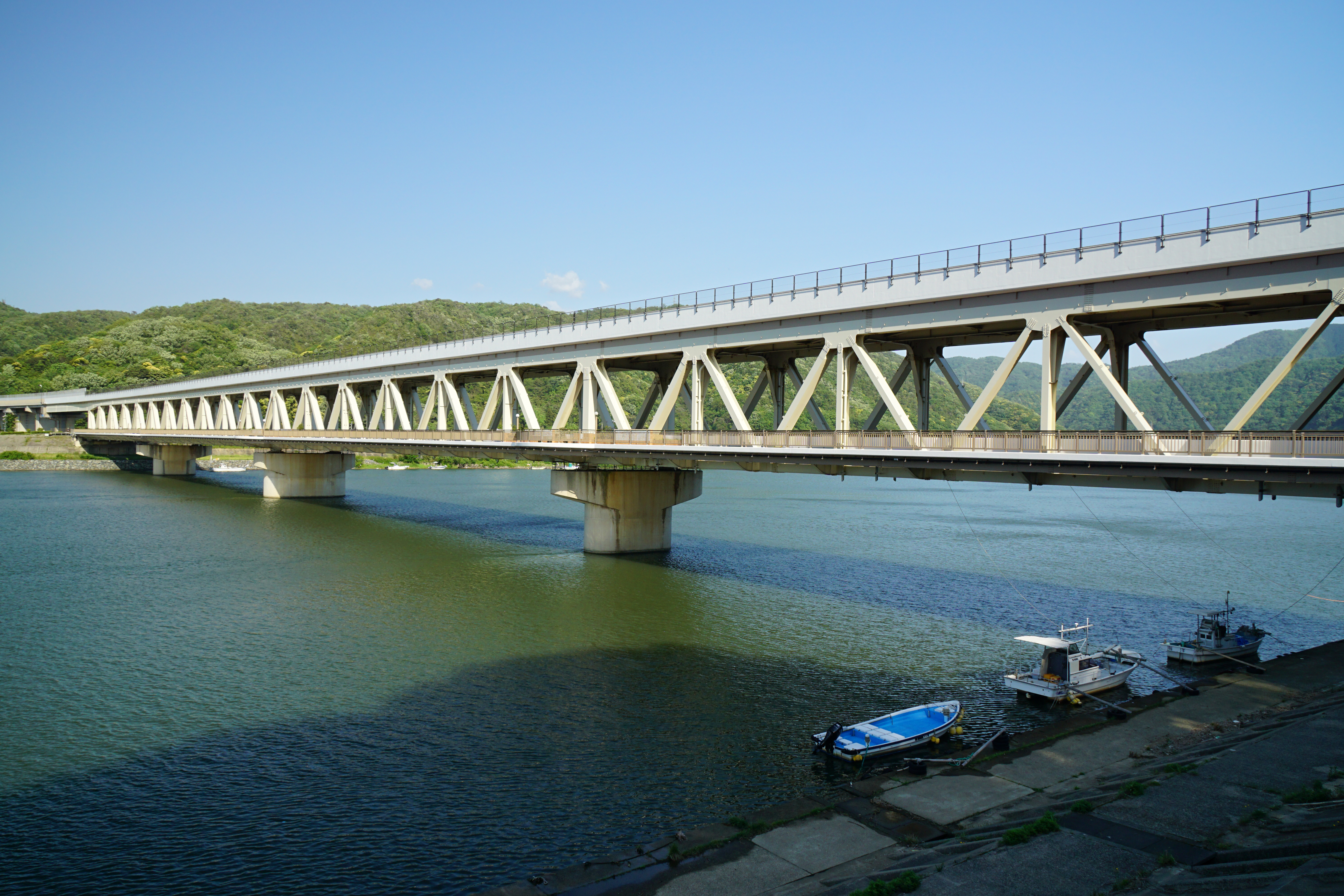
江津繞道與江之川（2018年5月）

江津道路（江津道路／ごうつどうろ）是連接島根縣的江津市與濱田市，總長17.6公里的高規格幹線道路。
江津交流道以東由国土交通省以国道9号江津繞道為道路名管理，現為山陰自動車道的現道活用區間。
江津交流道以西由西日本高速公路以山陰道為道路名管理，並以山陰自動車道並行國道9號的快速道路名義整備。

## 概要

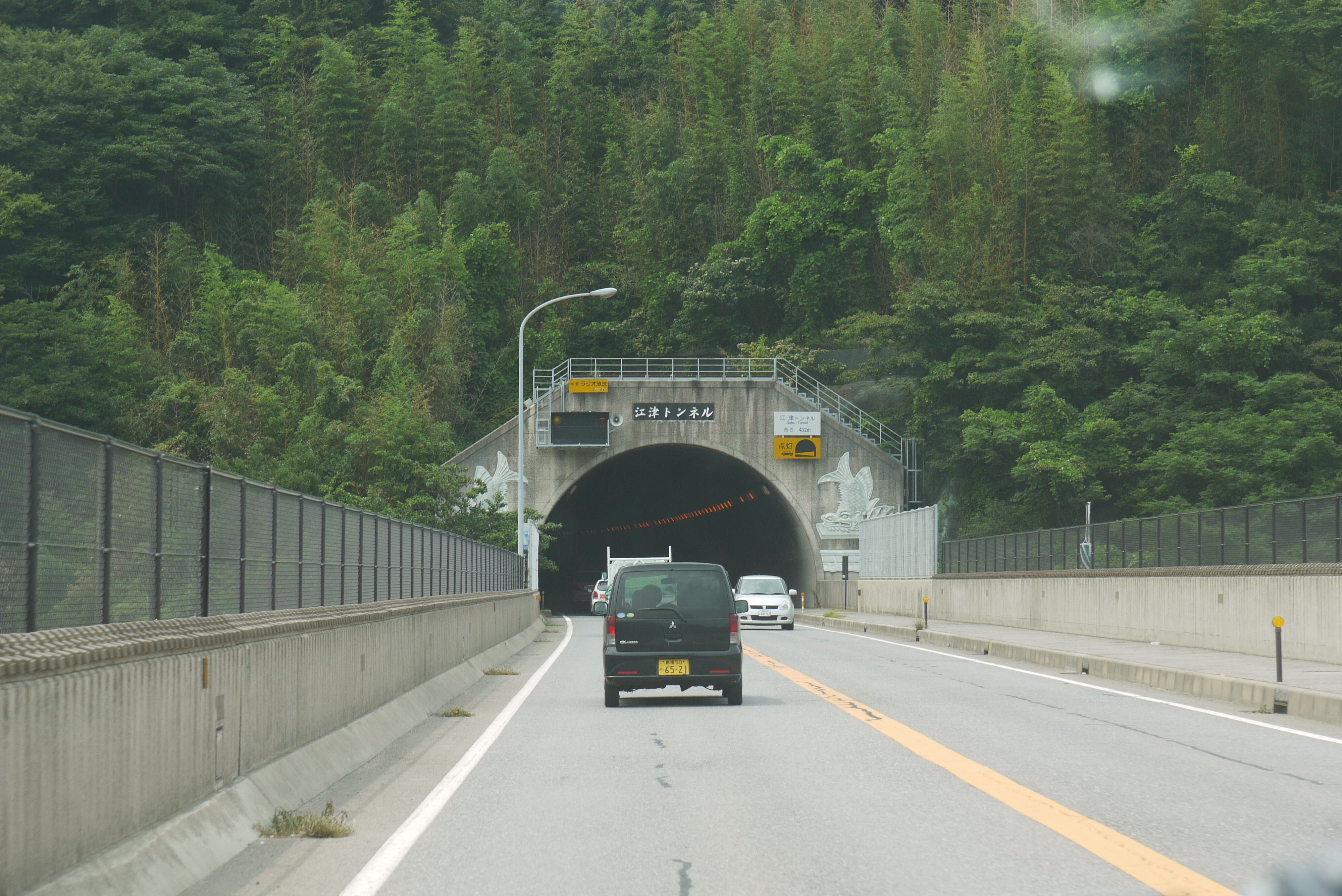
江津隧道附近（2009年8月）

- 起点：島根縣江津市渡津町
- 終点：島根縣濱田市高佐町
- 全長：17.6公里
- 規格（日语：道路構造令）：第1種第3級
- 設計速度：80km/h
- 道路幅員：20.5公尺
- 車道幅員 : 3.5公尺
- 車道數 : 暫定2車道

## 交流道
| 設施名                                     | 連接路線名                               | 距京都 (公里) | 所在地 |
| ------------------------------------------ | ---------------------------------------- | ------------- | ------ |
| 國道9號 (日本) 松江・大田方向              |                                          |               |        |
| 免費區間・一般道路区間（江津繞道）         |                                          |               |        |
| 江津繞道東口                               | 國道9號 江津市街方向 縣道302號淺利渡津線 |               | 江津市 |
|                                            | 國道261號                                |               | 江津市 |
|                                            | 縣道112號三次江津線                      |               | 江津市 |
| 收費区間・快速道路区間（山陰道・江津道路） |                                          |               |        |
| 江津交流道                                 | 縣道330號江津交流道線                    | 438.5         | 江津市 |
| 江津西交流道                               | 縣道299號下府江津線                      | 443.6         | 江津市 |
| 濱田東交流道                               | 縣道254號濱田度假線                      | 449.6         | 濱田市 |
| 濱田系統交流道                             | 濱田自動車道                             | 453.0         | 濱田市 |

## 歷史
- 1990年度：開徵道路用地
- 1992年度：都市計畫決定
- 1993年3月：江津市渡津町 - 嘉久志町間2.8公里啟用
- 2003年9月21日：江津市嘉久志町（江津交流道）- 濱田市高佐町（濱田系統交流道）間14.8公里啟用，全線通車

## 交通量
平日24小時交通量（平成17年度道路交通調查）
- 江津交流道 - 江津西交流道：1,539
- 江津西交流道 - 濱田東交流道：1,744
- 濱田東交流道 - 濱田系統交流道：1,795

從2010年6月28日開始實施的通行費免費化實驗後的一個禮拜，交通量在江津交流道 - 江津西交流道間從約 2100台／日增加至約 6500台／日，約3.1倍的成長。

## 地理

### 通過市町村
- 島根縣
  - 江津市 - 濱田市

## 相關項目
- 日本高速公路列表
- 高速自動車國道並行一般国道快速道路
- 中國地方道路列表

## 外部連結
- 濱田河川国道事務所 （页面存档备份，存于）
- 獨立行政法人 日本高速公路保有、債務返還機構 （页面存档备份，存于）
- NEXCO西日本 （页面存档备份，存于）